# NDUFB7
NDUFB7 (англ. NADH:ubiquinone oxidoreductase subunit B7) – білок, який кодується однойменним геном, розташованим у людей на короткому плечі 19-ї хромосоми. Довжина поліпептидного ланцюга білка становить 137 амінокислот, а молекулярна маса — 16 402.
| 10         |  | 20         |  | 30         |  | 40         |  | 50         |
| ---------- |  | ---------- |  | ---------- |  | ---------- |  | ---------- |
| MGAHLVRRYL |  | GDASVEPDPL |  | QMPTFPPDYG |  | FPERKEREMV |  | ATQQEMMDAQ |
| LRLQLRDYCA |  | HHLIRLLKCK |  | RDSFPNFLAC |  | KQERHDWDYC |  | EHRDYVMRMK |
| EFERERRLLQ |  | RKKRREKKAA |  | ELAKGQGPGE |  | VDPKVAL    |  |            |

A: Аланін

C: Цистеїн

D: Аспарагінова кислота

E: Глутамінова кислота

F: Фенілаланін

G: Гліцин

H: Гістидин

I: Ізолейцин

K: Лізин

L: Лейцин

M: Метіонін

N: Аспарагін

P: Пролін

Q: Глутамін

R: Аргінін

S: Серин

T: Треонін

V: Валін

W: Триптофан

Кодований геном білок за функцією належить до фосфопротеїнів. 
Задіяний у таких біологічних процесах, як транспорт, транспорт електронів, дихальний ланцюг. 
Локалізований у мембрані, мітохондрії, внутрішній мембрані мітохондрії.